# Albedo 0.39
《Albedo 0.39》는 1976년에 공개된 그리스의 음악가 반젤리스의 앨범이다. 이는 런던의 네모 스튜디오스에 소속된 반젤리스의 두 번째 앨범이다. 이 앨범은 그의 전 앨범인 천국과 지옥에서 보여준 클래식한 합창곡과는 달리 블루스와 재즈의 오버톤을 담아냈다. 이는 그의 첫 UK Top 20 앨범이다.

## 트랙 목록
1. "Pulstar"  – 5:45
2. "Freefall"  – 2:20
3. "Mare Tranquillitatis"  – 1:45
4. "Main Sequence"  – 8:15
5. "Sword of Orion"  – 2:05
6. "Alpha"  – 5:45
7. "Nucleogenesis (Part One)"  – 6:15
8. "Nucleogenesis (Part Two)"  – 5:50
9. "Albedo 0.39"  – 4:30